# Eugenia tabouensis
Espèce
Statut de conservation UICN

 VU B1+2c : Vulnérable
Eugenia tabouensis est une espèce de plantes à fleurs de la famille des Myrtaceae. C'est un petit arbre originaire des forêts pluviales de Côte d'Ivoire. Il est menacé du fait de la disparition de son habitat.

## Publication originale
- La flore forestiere de la Cote d'Ivoire 3: 66, t. 266B. 1936.